# Synagoga Starsza w Brajłowie
Synagoga Starsza w Brajłowie – bóżnica zbudowana na przełomie XIX i XX wieku w Brajłowie na Podolu.
Zbudowany na przełomie XIX i XX stulecia z czerwonej cegły budynek znajduje się w stanie ruiny. W czasach radzieckich synagoga mieściła sklep. Do dziś zachowały się narożne pilastry i obramienia okien.